# Refugi antiaeri de Sant Adrià de Besòs
El refugi antiaeri de Sant Adrià del Besòs és un refugi antiaeri que es va construir a Sant Adrià de Besòs (Província de Barcelona) durant la Guerra Civil espanyola l'any 1937. Per evitar en part la massacre dels bombardeigs, l'ajuntament va decidir començar la construcció del refugi a la placeta Macià. L'obra va ser dirigida per l'arquitecte Juan Maymó, i les obres es van acabar el 1938, any que Barcelona va sofrir l'atac aeri el gener i el març. Finalment, amb l'entrada del bàndol nacional, el refugi es va tancar durant el mes de març de 1939. Gairebé seixanta anys després, el 2006, el refugi va tornar a obrir les portes, amb la rehabilitació realitzada per l'arquitecta Judit Bellostes. Té una capacitat per 80 o 100 persones i pot ser visitat.

## Museu
A Sant Adrià de Besòs s'ha recuperat i museïtzat el refugi antiaeri de la placeta Macià, que ofereix visites guiades i mitjans audiovisuals. El refugi és el nucli d'un projecte pedagògic que comprèn altres espais de la ciutat relacionats amb la Guerra Civil, senyalitzats amb cartells i faristols informatius. L'objectiu és promoure la reflexió envers la guerra, fomentar un aprenentatge actiu i donar veu als qui van viure els bombardeigs franquistes de 1938. La Guerra Civil va suposar per als nuclis urbans propers a Barcelona, especialment els que tenien indústria i eren propers al mar (com el cas de Sant Adrià), que van haver de suportar sovintejats bombardeigs ja des de l'any 1937. L'Aviazione Legionaria italiana, amb base a Mallorca, era l'encarregada de castigar permanentment els punts estratègics de la costa catalana. El pla de Besòs va ser bombardejat des de principis de 1937, però va rebre els pitjors bombardeigs l'any 1938. El juliol de 1937 l'alcalde de Sant Adrià va sol·licitar ajuda per a la construcció de refugis com el de la placeta Macià.